# Моя жена великолепна
«Моя жена великолепна» — французский художественный кинофильм.

## Сюжет
Скульптор Раймон Корбье без памяти любит свою жену Сильвию. Именно поэтому он болезненно ревнив и подозревает жену в измене с музыкантом Франсисом Жерменом. Чтобы убедиться в этом, Раймон делает вид, что влюблён в Маргариту, жену своего лучшего друга дантиста Гастона Ривала. После множества комических ситуаций на горнолыжной базе супруги наконец убеждаются в своей любви друг к другу.

## В ролях
- Фернан Гравей — Раймонд Корбье
- Софи Десмарец — Сильвия Корбье
- Симона Валер — Маргерит Риваль
- Сюзанн Дехелли — мать Сильвии
- Полина Картон — консьержка
- Луи де Фюнес — турист-лыжник